# 第31回世界卓球選手権
第31回世界卓球選手権（だい31かいせかいたっきゅうせんしゅけん）は、1971年3月28日から4月7日まで日本の名古屋市愛知県体育館で開催された世界卓球選手権である。
名古屋市は、1967年の第29回世界卓球選手権開催中に立候補を表明、1968年8月にフランスのリヨンで行われた国際卓球連盟総会で本決まりになったが、1969年の第30回世界卓球選手権大会出発前に後藤鉀二日本卓球協会会長がいったんは開催返上を表明した。これには北朝鮮と東ドイツの国名呼称や入国問題があった。また財政難と観客動員力から名古屋ではなく東京での開催の可能性もあった。第30回世界卓球選手権開催中の1969年4月22日、ミュンヘン市内の商工会議所で行われた国際卓球連盟総会で全会一致で名古屋での開催が決定した。

## 中国の6年ぶりの参加
1971年、毛沢東が参加を承認したことから、1961年から1965年まで3大会連続で団体優勝し、1965年の第28回世界卓球選手権では個人団体7種目中、5種目で優勝した後、文化大革命以来2大会連続で不参加だった中国の卓球チームが6年ぶりに世界の舞台に立った。これは当時の日本卓球協会会長、アジア卓球連盟会長、愛知工業大学学長だった後藤鉀二が地元名古屋での大会を世界一のものとするべく西園寺公一日本中国文化交流協会常務理事らと協議し、二つの中国の問題解決に必要な処置（台湾をアジア卓球連盟から除名）を取ることを決断、1971年1月下旬から2月にかけて、後藤と森武日本卓球協会理事、村岡久平日中文化交流協会事務局長が、直接中国に渡り周恩来と交渉を行なった結果であった。こうした動きに対して親台湾派の代議士・石井光次郎が会長を務める日本体育協会や文部省からのクレーム、右翼からの脅迫などの反応が見られた。訪中した後藤は、アジア卓球連盟から台湾を排除するか、後藤がアジア卓球連盟会長を辞任すること、日本社会党が1958年に示した「日中の政治三原則」（中国を敵視する政策をとらない、二つの中国をつくる陰謀に加わらない、中日両国の国交正常化を妨害しない）という草案を提示、中国側の草案には台湾は中国の一つの省に過ぎないことや、蔣介石の名前が入っていたことから交渉は難航、最終的に周恩来の指示により、中国側が折れて2月1日に中国が参加する「会談紀要（覚書）」の調印がなされた。後藤は2月7日にシンガポールで行なわれたアジア卓球連盟総会でを「中国加入・台湾排除」（台湾は、14年前にランガ・ラマヌジャン会長時代に加盟した）を提案したが韓国、マレーシアなどの反対にあい、会長を辞任した。

## アメリカ選手のバス乗り間違い
3月に中国チームは来日、愛知県体育館周辺には厳戒態勢がしかれ、中国チームだけ他国とは別のホテルが割り当てられた。4月4日、会場の愛知県体育館へ向う際にアメリカ合衆国のグレン・コーワンがバスを乗り間違えて中国選手団のバスに乗りこんだという逸話がある。当時中国選手にはアメリカの選手とだけは接触していけないという鉄の規律があり、外国人と接した場合にはスパイ扱いされる時代であったが、中国のエースである荘則棟はチームメートから反対されたにもかかわらず参加前に周恩来総理から「友好第一、試合第二」という言葉を受けたことを思い出し「アメリカの選手と中国の人民は友だちです」と言って握手をして杭州製錦織（西湖の風景が描かれていた）をお土産として贈ったという。この行為は2人のアスリートによる純粋で自発的なものだったが、中国はこれを外交的なカードとして利用することになった。
会場に到着したバスは報道陣に囲まれ、この出来事は大きく取り上げられた。アメリカ代表のハリソン副団長からアメリカチームを中国に招待してほしいという申し出があり、荘はそれを外交部に伝えた。中華人民共和国外交部は時期尚早と判断し、周恩来もそれに同調したが、毛沢東主席の鶴の一声により、アメリカ卓球チームの中国への招待が実現した。1971年4月10日、1949年に中国共産党による中国大陸制圧後初めて米国人が中国を公式訪問、その後パキスタンを通じた外交交渉の結果、ヘンリー・キッシンジャーが内密に中国を訪問するなどし、1972年2月にはリチャード・ニクソンが中国を訪問した際に人民大会堂で開かれたパーティーでは荘則棟が周恩来から大統領に紹介された。ピンポン外交により中国とアメリカが国交を回復するまで中国と国交を持っていたのはわずか32カ国であったがその後1年の間に100カ国以上が中国と国交を結んだ。
なおこの日、当時報道副委員長を務めていた長坂亘通は、元卓球アメリカ代表選手だった新聞記者から「今日は面白いことが起きるぞ」とささやかれていた。

## メダル獲得者

### 団体戦
| 種目     | 金                                                      | 銀                                                            | 銅 |
| -------- | ------------------------------------------------------- | ------------------------------------------------------------- | --- |
| 男子団体 | 中国 · 李富栄 · Li Jingguang · 梁戈亮 · 郗恩庭 · 荘則棟 | 日本 · 長谷川信彦 · 井上哲夫 · 伊藤繁雄 · 河野満 · 田阪登紀夫 | ユーゴスラビア · Zlatko Cordas · Milivoj Karakasevic · Istvan Korpa · Antun Stipančić · ドラグティン・シュルベク |
| 女子団体 | 日本 · 今野安子 · 小和田敏子 · 大場恵美子 · 大関行江    | 中国 · 李莉 · 林慧卿 · Lin Meiqun · 鄭敏之                    | 韓国 · Choi Jung-Sook · Chung Hyun-Sook · Lee Ailesa · Na In-Sook                                                |

### 個人戦
| 種目           | 金                                        | 銀                              | 銅                             |
| -------------- | ----------------------------------------- | ------------------------------- | ------------------------------ |
| 男子シングルス | ステラン・ベンクソン                      | 伊藤繁雄                        | 郗恩庭                         |
| 男子シングルス | ステラン・ベンクソン                      | 伊藤繁雄                        | ドラグティン・シュルベク       |
| 女子シングルス | 林慧卿                                    | 鄭敏之                          | Ilona Vostova                  |
| 女子シングルス | 林慧卿                                    | 鄭敏之                          | 李莉                           |
| 男子ダブルス   | イストヴァン・ヨニエル ティボル・クランパ | 梁戈亮 荘則棟                   | 長谷川信彦 田阪登紀夫          |
| 男子ダブルス   | イストヴァン・ヨニエル ティボル・クランパ | 梁戈亮 荘則棟                   | 阿部勝幸 今野裕二郎            |
| 女子ダブルス   | 林慧卿 鄭敏之                             | 平野美恵子 阪本礼子             | 濱田美穂 大関行江              |
| 女子ダブルス   | 林慧卿 鄭敏之                             | 平野美恵子 阪本礼子             | 川守田幸子 小堀世津子          |
| 混合ダブルス   | 張燮林 林慧卿                             | Antun Stipančić Maria Alexandru | Eberhard Scholer Diane Scholer |
| 混合ダブルス   | 張燮林 林慧卿                             | Antun Stipančić Maria Alexandru | 西飯徳康 福野美恵子            |